# Emilia Ilaria
Emilia Ilaria, soprannominata Ilaria per la sua allegria da bambina (in latino Aemilia Hilaria; 300 – 363), è stata un medico gallo-romana.

## Biografia
Figlia di Cecilio Agricio Arborio e Emilia Corinzia Maura, apparteneva a una nobile famiglia gallo-romana; visse nella casa natale con la madre e il fratello Emilio Magno Arborio e si occupò come una madre del nipote, il poeta Decimo Magno Ausonio, che scrisse di lei nella sua opera Parentalia.
Per avere completa libertà rinunciò a un eventuale coniuge e fu soprannominata virgo devota («vergine consacrata»). Venne indicata come ermafrodita e chiamata al maschile Ilario: pare che odiasse il sesso femminile.
Si dedicò completamente alla professione di medico, allora considerata appropriata solo agli uomini.